# Sigma (Philippines)
Pour les articles homonymes, voir Sigma (homonymie).
Sigma est une municipalité de la province de Cápiz, aux Philippines. En 2015, la localité compte 30 134 habitants.